# Leucandra frigida
Leucandra frigida är en svampdjursart som beskrevs av Jenkin 1908. Leucandra frigida ingår i släktet Leucandra och familjen Grantiidae. Inga underarter finns listade i Catalogue of Life.